# Almirante Luis Brión
Almirante Luis Brión est l'une des six paroisses civiles de la municipalité d'Antonio Díaz dans l'État de Delta Amacuro au Venezuela. Sa capitale est Manoa.

## Géographie

### Hydrographie
La paroisse civile est majoritairement centrée sur le fleuve Orénoque et les défluents qui forment son delta, dont le río Grande au sud. Entre ces deux cours d'eau principaux se développent des îles de grande taille, dont les îles de Guasina, Jerubina, Paloma et Remolinos.

### Démographie
Hormis sa capitale Carapal de Guara, la paroisse civile possède plusieurs localités :
- El Toro
- Manoa
- Sacupana